# Frederico I de Meissen
Frederico I, chamado o Bravo ou o Mordido (em alemão, Friedrich der Freidige ou Friedrich der Gebissene; 1257 – 16 de novembro de 1323) foi Marquês de Meissen e Conde da Turíngia.

## Vida
Nascido em Eisenach, Frederico era o filho de Alberto II, Marquês de Meissen e Margarida da Germânia. Reza a lenda que  sua mãe, fugindo de seu marido infiel em 1270, lembrando a dor da separação, deu uma mordida na bochecha de Federico, por isso ficou conhecido como o Mordido.
Após a morte de Conradino da Germânia em 1268, ele tornou-se o legítimo herdeiro das reivindicações dos Hohenstaufen, e também reclamou o Reino da Sicília, brevemente tendo os títulos de Rei de Jerusalém e da Sicília, e de  Duque da Suábia. Apesar de não ser descendente dos reis de Jerusalém seu avô, Frederico II do Sacro Império Romano-Germânico, reclamou o reino para si.
No entanto, estas reivindicações foram atendidas com uma ressalva. A Suábia, penhorado por Conradino antes de sua última expedição, estava se desintegrando como uma unidade territorial. Ele não foi reconhecido no Outremer, e Carlos de Anjou tinha o poder enraizado no sul da Itália. O marquês Frederico propôs uma invasão à Itália em 1269, e atraiu o apoio da Lombardia e do gibelinos, mas seus planos nunca foram realizadas, não se envolvendo mais nos assuntos italianos. A partir de 1280, se tornou conde palatino da Saxônia.
Por causa do preferido de seu pai, o seu meio-irmão Apitz, Frederico e o seu irmão Dietrich travou uma guerra contra ele. Frederico foi capturado em 1281, mas depois de uma longa guerra seu pai reconheceu os direitos dos irmãos, em 1289. Após a morte de seu primo Frederico Tuta (1291), ambos os irmãos tomaram posse de suas terras e Frederico recebeu o Marquesado de Meissen, deixando para seu pai, somente a Marca de Landsberg. No entanto, o rei Adolfo I de Nassau pensou que Meissen e a Marca Oriental Saxãdeveriam retornar para a coroa, após a morte de Tuta, e com isso, comprou a Turíngia, cheia de dívidas, das mãos de Alberto. Os irmãos foram novamente chamados às armas em defesa de sua herança, mas tiveram de dar a terra. Frederico ficou longe de casa até a morte de Adolfo retornando as terras para ele. A partir daquele momento seu pai também se reconciliou com ele. Logo depois, no entanto, o rei Alberto I reivindicou a Turíngia e foi apoiado pelas cidades, que desejava tornar-se independentes (reichsunmittelbar). O condado da família foi cercado em Wartburg por forças de Eisenach; no entanto, Frederico conseguiu libertá-las. Mas a vitória de Lucka em 31 de maio de 1307 se deu apenas pelo socorro vindo de seus dois irmãos, e antes que o rei pudesse reunir novas forças, ele morreu.
Depois da morte de Dietrich (1307) os vassalos prestaram homenagem a Frederico, apenas, porque Alberto tinha renunciado o domínio de uma anuidade. Somente as cidades ainda estavam em oposição a Frederico. Mas Erfurt foi submetido pela força, e esta era aliada do imperador Henrique VII, a quem Frederico tinha-se recusado a submeter. Em 1310, o imperador concedeu-lhe suas terras como feudos.
No entanto, a luta com os Brandenburgos ainda continuou e quando Frederico foi capturado pelo marquês Waldemar, ele teve que comprar a sua liberdade com 32.000 marcas de prata e a cessão da Baixa Lusácia no Tratado de Tangermünde de 1312. Os feudos foram renovados em 1316, mas terminou em 1317 com a Paz de Magdeburg. Pela extinção da casa Ascaniana, Frederico recuperou todas as terras perdidas, exceto Landsberg e a Baixa Lusácia. Agora, ele foi capaz de instalar umaLandfrieden  geral (paz).
Paralisado por um derrame, desde 1321, Frederico morreu em 16 de novembro de 1323 em Eisenach. Seus ossos foram mais tarde translados para o Castelo de Grimmenstein em Gotha e após a sua demolição foram enterrados no Castelo de Friedenstein; no entanto, seu túmulo foi erguido em Reinhardsbrunn. Em 1285, casou-se com Inês, a filha do Conde Meinhard II de Gorizia-Tirol e de Isabel da Baviera, viúva, mãe de Conradino, e depois de sua morte, ele se casou com Elizabeth de Arnshaugk, filha de sua madrasta, em 1303. Apenas duas crianças sobreviveram a ele, Elizabete, que se casou com Henrique II, Landgrave de Hesse, em 1322, e Frederico, seu sucessor.

## Família
Frederico casou-se com Inês de Gorizia-Tirol (d. 14 de maio de 1293) em 1286, filha de Meinhard, Duque de Caríntia e Elisabeth da Baviera. Eles tiveram um filho:
1. Frederico, o Coxo (9 de Maio de 1293 – 13 de janeiro de 1315, Zwenkau), casou-se com Anna (d. 22 de novembro de 1327, Wismar), filha de Albert II, Duque de Saxe-Wittenberg

Ele casou-se com Isabel de Lobdeburg-Arnshaugk (1286 – 22 de agosto de 1359, Gotha), em 24 de agosto de 1300 e eles tiveram dois filhos:
1. Elizabeth (1306-1368), casou com Henrique II, Conde de Hesse, em 1322
2. Frederico II, Margrave da Mísnia